# Ammersbek
Ammersbek er en amtsfri by og kommune i det nordlige Tyskland, beliggende under Kreis Stormarn, i den sydøstlige del af delstaten Slesvig-Holsten.

## Geografi
Ammersbek ligger i Metropolregion Hamburg, og ligger ca. 4 kilometer nordvest for Ahrensburg, og 23 kilometer nordøst for Hamborgs bymidte. Byen består af fem bydele, Lottbek, Bünningstedt, Hoisbüttel, Rehagen/Schäferdresch og Daheim/Heimgarten.

### Trafik
Ammersbek har fra U-Bahnhof Hoisbüttel station på U-Bahn Hamburg (U1 Norderstedt-Mitte – Ohlstedt/Großhansdorf)